# Anna Karima
Anna Karima seudónimo de Anna Todora Velkova (Berdyansk, Ucrania 1871 – Sofía, Bulgaria 1949), fue una escritora, traductora, editora y periodista búlgara, activista sufragista y defensora de los derechos de las mujeres. Fue cofundadora de la Unión de Mujeres de Bulgaria organización que presidió de 1901 a 1906. 

## Biografía
Anna Todora Velkova utilizó como seudónimo el nombre Anna Karima. Su nombre de casada entre 1888 y 1983 fue Janko Sakuzova. También utilizó los seudónimos de Vega, Mamin y Samurov
Nació en 1871 en Ucrania, en Berdyansk, hija de Stepanida Mouzhichenko, cuya sensibilidad al patriarcado y a las relaciones de poder de género Karima adoptó y de Todor Velkov, un emigrante búlgaro asentado en Izmail (Rusia) comerciante de trigo tras haber participado en la Guerra de Crimea. Tuvieron seis hijos. 
Tras establecerse en Bulgaria en 1878 la familia se trasladó a la ciudad de Shumen de donde Todo era originario. Allí terminó los primeros estudios y fue enviada a Sofía para realizar estudios secundarios. Debido a la buena biblioteca de la escuela y a la influencia de algunos de sus profesores, especialmente de Ekaterina Karavelova que más tarde será una de las activistas de la Unión de Mujeres de Bulgaria, desarrollo intereses intelectuales, especialmente por la literatura rusa. Tras completar la escuela secundaria regresó a Shumen donde empezó a trabajar como maestra. En 1888 se casó con Yanko Sakazov periodista y editor de periódicos socialistas fundador del movimiento socialista en Bulgaria y uno de los políticos socialistas más influyentes. Tuvieron dos hijas y un hijo y con frecuencia Yanko estaba de viaje mientras Todora se quedaba en casa de su suegra, algo que, según las memorias de Anna Karima fue causa de infelicidad en su vida familiar.
Su primer texto como escritora "Obiknovena istoria" (Una historia común) fue publicada 1891. De 1891 a 1892 enseñó en Pieven donde estableció una sociedad para la educación de las mujeres llamada Razvitie (Desarrollo). 
En 1894, la familia se mudó a Sofía. Sus experiencias en su vida de casada y la especial sensibilidad por las cuestiones de género convirtieron a Anna en una de las más activas participantes en el movimiento de mujeres. En 1897, fundó la sociedad Suznanie ("Conciencia") para la educación femenina a la que sumó la reivindicación de derechos civiles y políticos para las mujeres. También realizó campañas para demandar que la Universidad de Sofía se abriera a las mujeres. En este periodo escribió varias historias cortas referidas a las relaciones entre hombres y mujeres y otras cuestiones sociales. En 1898 por problemas familiares Anna Karima deja Sofía con sus hijos para ir a la ciudad turca Edirne donde dará clases. Regresó a Sofía en 1899 y editó el periódico Zhenski glas ("Voz femenina") con Julia Malinova que se convirtió en 1901 en el órgano de la Unión de Mujeres de Bulgaria, la primera organización de mujeres fundada en este país y de la que Karima fue su primera presidenta.
En 1900 Anna Karima viajó a París donde con el apoyo de la Princesa Vichnevskaja, nieta de Víctor Hugo, participó en una reunión en apoyo de la "causa de Macedonia". 
En 1906, dejó la Unión de Mujeres de Bulgaria y fundó la organización rival de mujeres Ravnopravie ("Igualdad de derechos", 1908-1921) recorriendo el país dando conferencias sobre la reforma de los derechos de las mujeres. En 1918, abrió el primer centro de guardería para madres trabajadoras en Bulgaria. Fue exiliada por razones políticas desde 1921 hasta 1928. 